# Ле-Шене-Роканкур
Ле-Шене-Роканкур (фр. Le Chesnay-Rocquencourt) — муніципалітет у Франції, у регіоні Іль-де-Франс, департамент Івлін. Ле-Шене-Роканкур утворено 1 січня 2019 року шляхом злиття муніципалітетів Ле-Шене i Роканкур. Адміністративним центром муніципалітету є Ле-Шене. Населення — 30 924 особи (01.01.2021).